# Microphor gissaricus
Microphor gissaricus är en tvåvingeart som beskrevs av Igor Shamshev 1992. Microphor gissaricus ingår i släktet Microphor och familjen styltflugor. Inga underarter finns listade i Catalogue of Life.